# Coccobius seminotus
Coccobius seminotus är en stekelart som först beskrevs av Filippo Silvestri 1915.  Coccobius seminotus ingår i släktet Coccobius och familjen växtlussteklar. Inga underarter finns listade i Catalogue of Life.